# Elkhorn (Nebraska)
Elkhorn é uma cidade localizada no estado americano de Nebraska, no Condado de Douglas.

## Demografia
Segundo o censo americano de 2000, a sua população era de 6062 habitantes.
Em 2006, foi estimada uma população de 8327, um aumento de 2265 (37.4%).

## Geografia
De acordo com o United States Census Bureau, a localidade tem uma área de 9,8 km², dos quais 9,7 km² cobertos por terra e 0,1 km² cobertos por água. Elkhorn localiza-se a aproximadamente 348 m acima do nível do mar.

## Localidades na vizinhança
O diagrama seguinte representa as localidades num raio de 16 km ao redor de Elkhorn.